# Загальні вибори в Пакистані 2024
Загальні вибори в Пакистані 2024 року — парламентські вибори в Пакистані, які відбулися 8 лютого 2024 року з метою обрання депутатів Національної асамблеї 16-го скликання. Докладний графік виборів Виборча комісія Пакистану оголосила 15 грудня 2023 року.
Вибори проводилися після дворічних політичних заворушень у Пакистані 2022–2023 років, що сталися услід за усуненням із посади прем'єр-міністра шляхом вотуму недовіри Імран Хана з партії Рух за справедливість, якого згодом заарештували й засудили за корупцію та позбавили участі в політиці на п'ять років. Напередодні виборів постановою Верховного суду його партію позбавили виборчого символу за те, що ця політична сила роками не проводила внутрішньопартійні вибори.
Незалежні кандидати здобули 103 місця, у тому числі 93 за підтримки Руху за справедливість (РзС), 75 мандатів виборола Пакистанська мусульманська ліга (ПМЛ-Н) і 54 — Пакистанська народна партія (ПНП). У провінціях Пенджаб і Сінд найбільшими партіями стали ПМЛ-Н і ПНП відповідно. Незалежні кандидати, підтримані РзС, одержали найбільшу кількість місць у Хайбер-Пахтунхва, тоді як Белуджистан проголосував переважно за ПНП та ПМЛ-Н.
Військовий компонент влади звинуватили у масових фальсифікаціях перед виборами на користь лідера ПМЛ-Н Наваза Шарифа. Іноземні ЗМІ, групи спостерігачів і члени міжнародної спільноти, включаючи США, Великобританію та Євросоюз, висловили свою стурбованість щодо чесності виборів.
На пресконференції 13 лютого 2024 року керівники ПМЛ-Н і ПНП оголосили, що сформують коаліційний уряд, у якому прем'єр-міністром бачать Шахбаза Шарифа. До урядової коаліції висловили намір приєднатися також Рух Муттахіда Каумі — Пакистан, Пакистанська мусульманська ліга (К), Партія стабільності Пакистану та Народна партія Белуджистану.

## Виноски
1. ↑  60 місць закріплено за жінками і 10 за немусульманами, які розподіляються пропорційно на основі кількості місць, які займає кожна партія в Національних зборах після виборів.